# NGC 6306
NGC 6306 је спирална галаксија у сазвежђу Змај која се налази на NGC листи објеката дубоког неба.
Деклинација објекта је + 60° 43' 45" а ректасцензија 17h 7m 36,9s. Привидна величина (магнитуда) објекта NGC 6306 износи 13,8 а фотографска магнитуда 14,6. NGC 6306 је још познат и под ознакама UGC 10724, MCG 10-24-98, CGCG 299-53, IRAS 17069+6047, KAZ 5, KCPG 504A, PGC 59654.